# Фалкон-Гайтс (Міннесота)
Фалкон-Гайтс (англ. Falcon Heights) — місто (англ. city) в США, в окрузі Ремсі штату Міннесота. Населення — 5369 осіб (2020).

## Географія
Фалкон-Гайтс розташований за координатами 44°59′17″ пн. ш. 93°10′29″ зх. д. / 44.98806° пн. ш. 93.17472° зх. д. (44.988048, -93.174718).  За даними Бюро перепису населення США в 2010 році місто мало площу 5,80 км², з яких 5,79 км² — суходіл та 0,02 км² — водойми.

## Демографія
Згідно з переписом 2010 року, у місті мешкала 5321 особа в 2131 домогосподарстві у складі 1259 родин. Густота населення становила 917 осіб/км².  Було 2254 помешкання (388/км²).
Расовий склад населення:
| - 73,3 % — білих - 15,0 % — азіатів - 8,0 % — чорних або афроамериканців - 0,5 % — корінних американців |

До двох чи більше рас належало 2,5 %. Частка іспаномовних становила 3,0 % від усіх жителів.
За віковим діапазоном населення розподілялося таким чином: 19,4 % — особи молодші 18 років, 68,3 % — особи у віці 18—64 років, 12,3 % — особи у віці 65 років та старші. Медіана віку мешканця становила 31,8 року. На 100 осіб жіночої статі у місті припадало 88,3 чоловіків;  на 100 жінок у віці від 18 років та старших — 85,5 чоловіків також старших 18 років.
Середній дохід на одне домашнє господарство  становив 91 075 доларів США (медіана — 71 765), а середній дохід на одну сім'ю — 113 017 доларів (медіана — 93 889). Медіана доходів становила 55 644 долари для чоловіків та 50 425 доларів для жінок. За межею бідності перебувало 11,1 % осіб, у тому числі 14,6 % дітей у віці до 18 років та 0,3 % осіб у віці 65 років та старших.
Цивільне працевлаштоване населення становило 2893 особи. Основні галузі зайнятості: освіта, охорона здоров'я та соціальна допомога — 44,6 %, науковці, спеціалісти, менеджери — 10,4 %, роздрібна торгівля — 9,3 %, виробництво — 8,5 %.